# 荻原克哉
荻原 克哉（おぎはら かつや、1959年（昭和34年） - ）は、日本の画家。東京芸術大学美術学部油画科卒業。元東京都立総合芸術高等学校美術科教諭
。

## 略歴
- 1959年 長野県小諸市生まれ。
- 1983年 東京芸術大学美術学部油画科卒業。
- 1984年 	二人展 	（昭和画廊）
- 1986年 	個展 	（真和画廊）
- 1990年 	個展 	（画廊宮坂）
- 1991年 	個展 	（画廊宮坂）
- 1992年 	個展 	（画廊宮坂）
- 1994年 	個展 	（画廊宮坂）
- 1994年 	「夢納の会」展 	（昭和画廊）
- 1995年 	個展 	（画廊宮坂）
- 1995年 	「価値ある美術新作」展 	（画廊宮坂）
- 1996年 	「爽風会」展 	（ギャラリー友美堂）
- 1996年 	「天祐の森」展 	（画廊宮坂）
- 1997年 	個展 	（画廊宮坂）
- 1999年 	「１５年目の通過」展 	（画廊宮坂）
- 2000年 	個展 	（画廊宮坂）
- 2001年 	小諸市出身若手作家作品展（三人展） 	（小諸市立高原美術館）
- 2002年 	美の視展 	（gallery nike）
- 2003年 	個展 	（画廊宮坂）
- 2005年 	小諸市出身若手作家作品展（三人展） 	（小諸市立高原美術館）
- 2005年 	個展 	（画廊宮坂）
- 2007年 	小諸市立高原美術館に作品収蔵。作品収蔵に伴う展示 	（小諸市立高原美術館）
- 2007年 	個展 	（画廊宮坂）
- 2008年 	郷土の作家展 	（小諸市立高原美術館）
- 2008年 	個展 	（画廊宮坂）
- 2009年 	郷土の作家展 	（小諸市立高原美術館）
- 2009年 	2009 NAGANO ART展 	（ガレリア表参道）
- 2010年 	個展 	（画廊宮坂）
- 2010年 おぶせミュージアム個展「郷土の作家シリーズ」（おぶせミュージアム）
- 2012年 	個展 	（画廊宮坂）
- 2013年 	個展 	（画廊宮坂）[2]
- 2016年3月31日-4月5日、個展、コート・ギャラリー国立[3]